# 동부작은대나무여우원숭이
동부작은대나무여우원숭이(Hapalemur griseus)는 마다가스카르가 원 서식지인 작은 여우원숭이의 일종이다. 회색대나무여우원숭이 또는 회색젠틀여우원숭이로도 알려져 있다. 이름에서 드러나는 것처럼, 동부작은대나무여우원숭이는 대나무를 주식으로 한다. 대나무여우원숭이속의 이 여우원숭이는 대부분의 다른 여우원숭이들보다 뛰어난 손재주와 손과 눈의 협응 능력을 지니고 있다. 이들은 울창한 대나무 숲에서 대나무를 수직으로 기어오르거나 대나무 사이를 건너뛴다. 동부작은대나무여우원숭이의 털 색깔은 회색으로, 머리에 붉은 반점을 보이기도 한다. 몸 길이는 평균 284 mm이며, 꼬리 길이는 36.6 mm이다.